# Grzegorz Polaczyk
Grzegorz Polaczyk, född den 2 juli 1985 i Nowy Sącz, Polen, är en polsk kanotist.
Han tog VM-silver i K-1 lag i slalom 2013 i Prag.